# Alfarp
Alfarp település Spanyolországban, Valencia tartományban. Alfarp Alginet, Benifaió, Carlet, Catadau, Picassent és Llombai községekkel határos. Lakosainak száma 1676 fő (2024).

## Népesség
A település lakosságának változását az alábbi diagram mutatja:
| Lakosok száma | 1340 | 1369 | 1423 | 1543 | 1579 | 1553 | 1517 | 1544 | 1596 | 1676 |
|               | 2001 | 2004 | 2007 | 2009 | 2012 | 2014 | 2017 | 2019 | 2022 | 2024 |